# 散漫
| ウィキペディアには「散漫」という見出しの百科事典記事はありません（タイトルに「散漫」を含むページの一覧/「散漫」で始まるページの一覧）。 代わりにウィクショナリーのページ「散漫」が役に立つかもしれません。 |